# Stromberg (Hunsrück)
Stromberg település Németországban, Rajna-vidék-Pfalz tartományban. Lakosainak száma 3466 fő (2023. december 31.).

## Népesség
A település népességének változása:
| Lakosok száma | 1872 | 3286 | 3303 | 3355 | 3477 | 3466 |
|               | 1975 | 2017 | 2019 | 2021 | 2022 | 2023 |